# Малая Северо-Кавказская железная дорога имени В. В. Терешковой
Малая Северо-Кавказская железная дорога имени В. В. Терешковой — детская железная дорога в городе Владикавказ, Северная Осетия, Россия. Расположена в южной части города на левом берегу реки Терек в районе городской водной станции. Дорога имеет форму неправильного кольца с одной станцией и двумя остановочными пунктами. Протяжённость главного пути (кольца) составляет 2 км, общая протяжённость всех путей 2,2 км. Ширина колеи 750 мм. Имеются четыре стрелочных перевода, четыре неохраняемых переезда. Дорога оборудована полуавтоматической блокировкой на перегонах и электрической централизацией на станции. Применяется поездная радиосвязь.

## История

### Предыстория
2-3 июня 1936 года на заседании Бюро Северо-Осетинского обкома ВКП (б) было принято решение о строительстве в городе детской железной дороги. Трасса будущей дороги должна была пройти от пехотной школы вдоль Военно-Грузинской дороги до поселка Редант. Из трамвайного депо на баланс детской железной дороги были переданы два старых узкоколейных трамвайных вагона. Однако строительство дороги так и не началось.

### Строительство и открытие движения
3 октября 1966 года решением Исполкома Орджоникидзевского городского Совета депутатов трудящихся был утвержден проект постройки детской железной дороги на южной окраине города.
5 октября 1966 года первая женщина-космонавт Валентина Терешкова, находящаяся в городе на Съезде женщин Северо-Осетинской АССР, вбила первый костыль в полотно будущей железной дороги. Строительство ДЖД началось.
Дорога была построена ударными темпами за один год и торжественно открыта 30 октября 1967 года. Регулярное движение и обслуживание пассажиров начались 2 мая 1968 года.
С момента постройки детская железная дорога находилась в подчинении Орджоникидзевского управления трамвая. 1 февраля 1977 года детская дорога была передана на баланс Северо-Кавказской железной дороги.

### Развитие ДЖД
В сентябре 2021 года, после закрытия летнего сезона, ДЖД была закрыта из-за ремонта рельсового полотна на неопределенный срок.
30 мая 2024 года была проведена обкатка рельсового пути и пробный пуск ТУ7А-2991 с двумя вагонами.

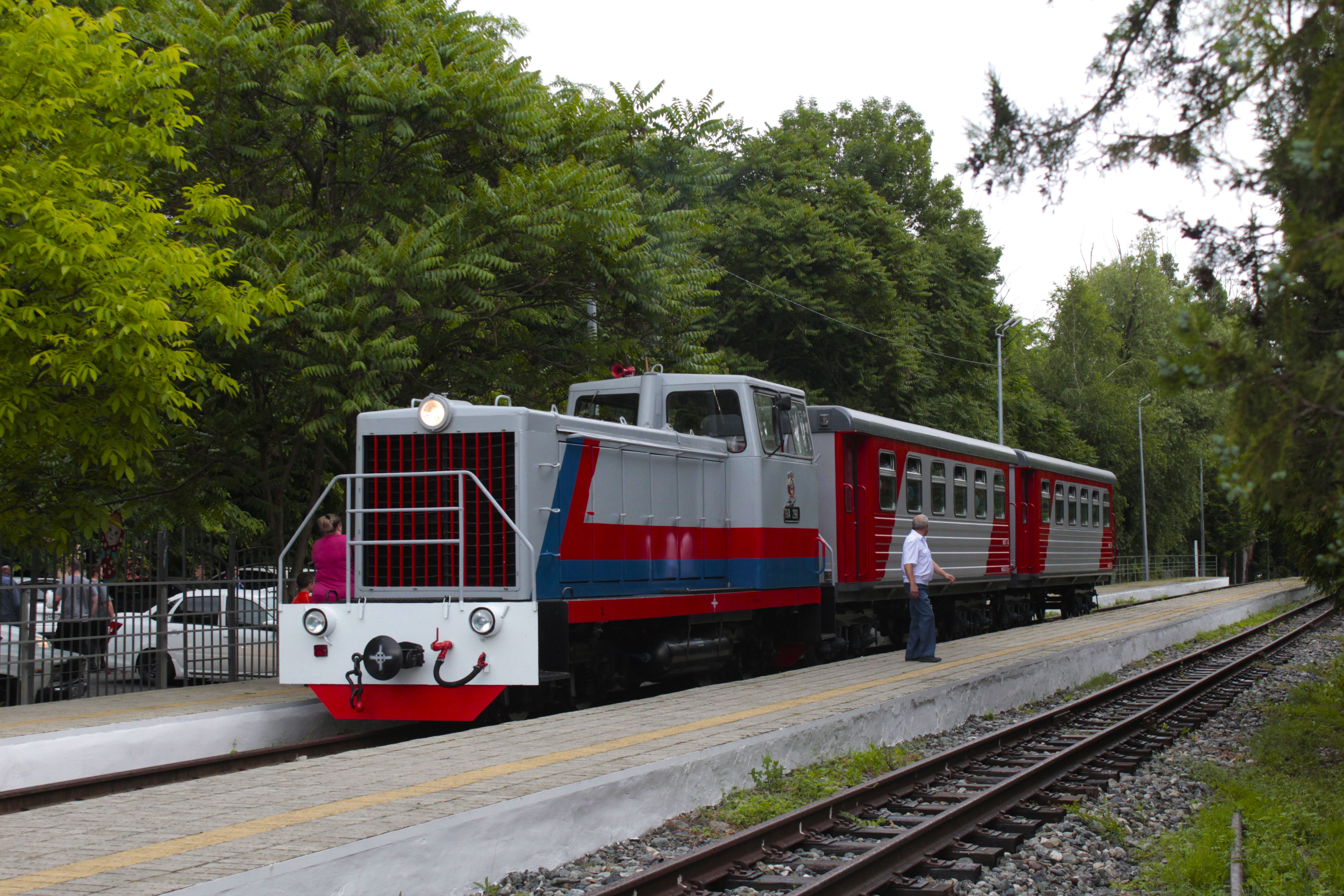
Первый день работы ДЖД в 2024 году после ремонта

С 1 июня 2024 года ДЖД возобновила свою работу после долгого ремонта. На линии ТУ7А-2991 с двумя вагонами.

## Станции и сооружения
- Станция Вечный Огонь — основная станция детской железной дороги. Находится в северо-западной части ДЖД возле обелиска с Вечным огнём. Имеются два пути, две пассажирские платформы, пост ЭЦ.
- Платформа Пионерская (Водная Станция) — находится в южной части ДЖД возле городской водной станции. До начала 1990-х годов считалась основной пассажирской станцией и называлась Пионерская. С 2024 года платформе возвращено название Пионерская. Расположена в кривой. Пассажирская платформа расположена с внешней стороны кольца ДЖД. Ранее на платформе находился павильон с билетной кассой. Сейчас посадка и высадка на этой станции запрещены, но локомотив стоит на станции в течение 2-х минут.
- Платформа Лагерная (Солнечная) — находится в восточной части ДЖД. Пассажирская платформа расположена с внешней стороны кольца ДЖД. В настоящее время заброшена, локомотивы на ней не останавливаются. Носит неофициальное название Солнечная.
- Локомотиво-вагонное депо — находится с внутренней стороны кольца ДЖД в одном комплексе со станцией Вечный Огонь. В депо имеются два пути и смотровая канава для технического осмотра локомотива. Также в здании депо располагаются администрация ДЖД, учебные классы юных железнодорожников, котельная.
- Мост через протоку — находится в восточной части ДЖД между платформами Пионерская и Лагерная.

## Подвижной состав
Изначально подвижной состав детской железной дороги состоял из тепловоза ТУ2-056 и шести пассажирских вагонов Pafawag. Пассажирские вагоны имели собственные имена: «Пионер», «Казбек», «Космос», «Орлёнок». С 1977 года весь состав стал называться «Осетия» — по названию скорого поезда «Москва — Орджоникидзе».
В начале 1980-х годов планировалось оснастить дорогу паровозом Гр-329. Паровоз был доставлен на станцию Орджоникидзе, но на детскую железную дорогу так и не попал.
В 1989 году на ДЖД поступил новый тепловоз ТУ7А-2991.
Осенью 2011 года парк дороги пополнился новым тепловозом ТУ10-009 и тремя пассажирскими вагонами ВП750.

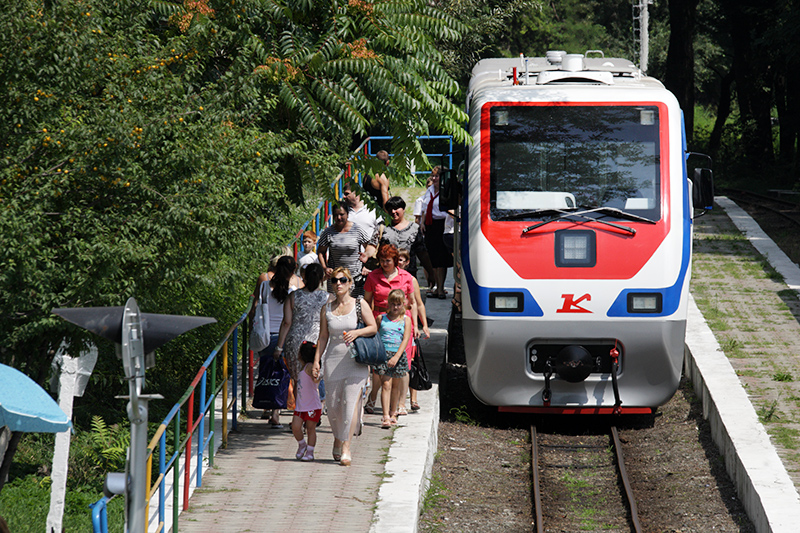
Локомотив ДЖД в 2015-2021 годах

В настоящее время подвижной состав состоит из тепловозов ТУ2-056, ТУ7А-2991, ТУ10-009, четырёх вагонов Pafawag и трех вагонов ВП750.

## График и особенности работы
Детская железная дорога обслуживает пассажиров в период с июня по сентябрь. Посадка пассажиров происходит на станции Вечный Огонь. ДЖД работает по всем дням, кроме понедельника, вторника и среды. Дорога работает с 11:00 до 17:55. Движение поездов осуществляется по кольцу против часовой стрелки. Время поездки составляет 20 минут. Стоянка локомотива на станции Вечный Огонь составляет 10-15 минут.